# Хосе Іглесіас Фернандес
Хосе Іглесіас Фернандес (ісп. José Iglesias Fernández), також відомий як Хосеїто (ісп. Joseíto; 23 грудня 1926, Самора — 12 липня 2007, Гранада) — іспанський футболіст, що грав на позиції флангового півзахисника, нападника. По завершенні ігрової кар'єри — тренер.
Виступав за національну збірну Іспанії.

## Клубна кар'єра
У дорослому футболі дебютував 1943 року виступами за команду клубу «Самора», в якій провів один сезон.
Згодом з 1944 по 1951 рік грав у складі команд клубів «Реал Вальядолід», «Саламанка» та «Расінг».
Своєю грою за останню команду привернув увагу представників тренерського штабу клубу «Реал Мадрид», до складу якого приєднався 1951 року. Відіграв за королівський клуб наступні вісім сезонів своєї ігрової кар'єри. У складі мадридського «Реала» був одним з головних бомбардирів команди.
Протягом 1959—1960 років захищав кольори команди клубу «Леванте».
Завершив професійну ігрову кар'єру у клубі «Райо Вальєкано», за команду якого виступав протягом 1960—1961 років.

## Виступи за збірну
1952 року провів один матч у складі національної збірної Іспанії.

## Кар'єра тренера
Розпочав тренерську кар'єру невдовзі по завершенні кар'єри гравця, 1963 року, очоливши тренерський штаб клубу «Сельта Віго». 1965 року став головним тренером команди «Тенерифе», тренував клуб із Санта-Крус-де-Тенерифе один рік.
Згодом протягом 1967—1968 років очолював тренерський штаб клубу «Гранада». 1968 року прийняв пропозицію попрацювати у клубі «Валенсія». Залишив валенсійський клуб 1969 року.
Протягом 5 років, починаючи з 1970, був головним тренером команди «Гранада».
Частину 1976 року працював з командою «Реал Мурсія». Того ж 1976 року був запрошений керівництвом клубу «Алавес» очолити його команду, з якою пропрацював до 1978 року.
1981 року очолював тренерський штаб команди «Гранада».
Останнім місцем тренерської роботи був клуб «Тенерифе», головним тренером команди якого Хосе Іглесіас Фернандес був з 1981 по 1982 рік.

## Титули і досягнення
- Чемпіон Іспанії (4):

«Реал Мадрид»: 1953-1954, 1954-1955, 1956-1957, 1957-1958
- Володар Кубка європейських чемпіонів (4):

«Реал Мадрид»: 1955-1956, 1956-1957, 1957-1958, 1958-1959
- Володар Латинського кубка (1):

«Реал»: 1957